# Listen Here!
Listen Here! Es un álbum de muestras lanzado por Transatlantic Records en 1968. Fue el segundo álbum de sus características más importante lanzado en Reino Unido en su periodo.

## Historia
Transatlantic, fundada en 1961, era un prototipo para muchas de las discográficas independientes del Reino Unido. Estableció en el Reino Unido un mercado para el folk-rock, primero importando grabaciones americanas, luego grabando artistas británicos. Con el advenimiento de la psicodelia y el "Flower Power" los artistas bajo el sello Transatlantic consiguieron popularidad, culminando en la formación del supergrupo Pentangle. Entretanto Transatlántico había seguido extendiendo su eclecticismo, grabando sonidos como el audio excéntrico y "collage" de Ron Geesin, y The Purple Gang, cuyo "Granny Takes a Trip" estuvo prohibido por la BBC en 1967.
CBS había lanzado el exitoso álbum de muestra The Rock Machine Turns You On en 1967. Antes de que CBS pudiera seguir subiendo, Transatlantic lanzó Listen Here! a primeros de 1968. Como Rock Machine el álbum tenía un precio de 14/11d (0.75£), pero Transatlantic llevó la promoción un paso más allá por no sólo imprimir el listado de pistas en el frente, sino también el precio. El registro estuvo diseñado no solo como preestreno del próximo álbum doble de Pentangle, sino también con temas en solitario de los miembros Bert Jansch y John Renbourn. Listen Here! También sirvió para introducir al grupo nuevo "The Sallyangie", con los hermanos Mike y Sally Oldfield.

## Lista de Pistas

### Cara A
1. "Travellin Song" - The Pentangle
2. "Eight Frames a Second" - Ralph McTell
3. "In Love With a Stranger" - Gordon Giltrap
4. "Tic Tocative" - Bert Jansch & John Renbourn
5. "Song" - John Renbourn
6. "The Circle Game" - The Ian Campbell Group

### Cara B
1. "Urge for Going" - The Johnstons
2. "Harvest Your Thought of Love" - Bert Jansch
3. "Love in Ice Crystals" - The Sallyangie
4. "Blues for Dominique" - Bob Bunting
5. "Certainly Random" - Ron Geesin
6. "Granny Takes a Trip" - The Purple Gang